# Родріго Жозе Ліма дос Сантос
Родріго Жозе Ліма дос Сантос (порт.-браз. Rodrigo José Lima dos Santos, нар. 11 серпня 1983, Монте-Алегрі, Бразилія) — колишній бразильський футболіст, нападник.

## Кар'єра
У дорослому футболі дебютував 2003 року виступами за команду клубу «Міксто», в якій провів один сезон, взявши участь лише у 2 матчах чемпіонату.
Згодом з 2004 по 2012 рік грав у складі команд клубів «Візела», «Пайсанду» (Белен), «Жувентус Сан-Паулу», «Сантус», «Аваї», «Белененсеш» та «Брага». У 2009 році форвард був у процесі підписання контракту з харківським «Металістом», проте гравцем харків'ян так і не став.
Своєю грою за останню команду привернув увагу представників тренерського штабу клубу «Бенфіка», до складу якого приєднався 2012 року. Відіграв за лісабонський клуб наступні три сезони своєї ігрової кар'єри. Більшість часу, проведеного у складі «Бенфіки», був основним гравцем атакувальної ланки команди.
До складу клубу «Аль-Аглі» приєднався 2015 року.

## Титули і досягнення
- Чемпіон Португалії: 2013-14, 2014-15
- Володар Кубка Португалії: 2013-14
- Володар Кубка португальської ліги: 2013-14, 2014-15
- Володар Суперкубка Португалії: 2014
- Чемпіон ОАЕ: 2015-16
- Володар Кубка ліги ОАЕ: 2016-17
- Володар Суперкубка ОАЕ: 2016